# Viktor Svežov
Viktor Vladimirovič Svežov (in russo Виктор Владимирович Свежов?; Krasnogorsk, 17 maggio 1991) è un calciatore russo, centrocampista dello Zorkij Krasnogorsk.